# Катеринка

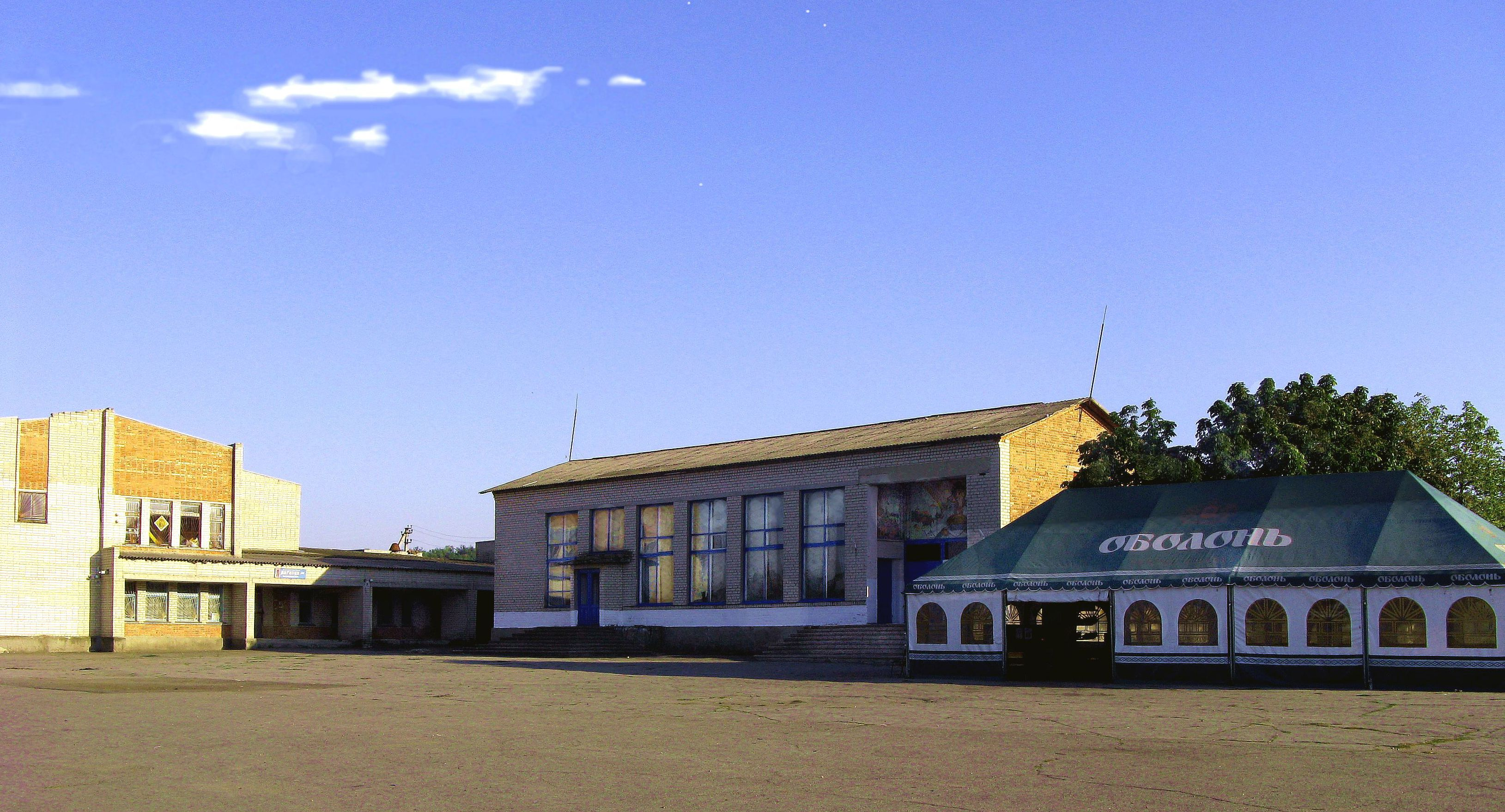
Центральная площадь с.Катеринка

Катеринка (укр. Катеринка) — село в Первомайском районе Николаевской области Украины.
Основано в 1794 году. Население по переписи 2001 года составляло 967 человек. Почтовый индекс — 55263. Телефонный код — 5161. Занимает площадь 0,002 км².

## Местный совет
55231, Николаевская обл., Первомайский р-н, пос. Каменный Мост, ул. Заводская, 1